# Теучежский район
Теуче́жский райо́н (адыг. Теуцожь къедзыгъо) — административно-территориальная единица и муниципальное образование (муниципальный район) в составе Республики Адыгея Российской Федерации.
Административный центр — аул Понежукай.

## География
Теучежский район расположен в северо-западной части Республики Адыгея. Общая площадь территории района составляет — 697,97 км². В него входят 1 городское и 6 сельских поселений.
Граничит с на северо-востоке с Красногвардейским, на западе — с Тахтамукайским районами Адыгеи, на юге — с городским округом города Горячий Ключ, на севере через Краснодарское водохранилище — с Краснодарским городским округом, на востоке и юго-востоке — с Белореченским районом Краснодарского края. С запада, севера и востока район полукольцом окружает Адыгейский городской округ.
Район находится в равнинной зоне республики. Рельеф местности слаборасчленённый и слабоволнистый характер на севере, постепенно переходящая на юге в холмистую местность. Прослеживается общее понижение с юго-востока на северо-запад. В почвенном покрове района наибольшее распространение получили выщелоченные чернозёмы.
Главной водной артерией района является река — Кубань, которая на территории района образует Краснодарское водохранилище. На территории района находятся устья многих его левых притоков — Пшиш, Марта, Апчас, Псекупс, Четук и др. У посёлка Тлюстенхабль и аула Тугургой расположены очистительные сооружения, регулирующие Краснодарское водохранилище.
Климат на территории округа влажный умеренный, с ощутимым влиянием близости Чёрного моря. Средние показатели температуры воздуха колеблется от +24,0°С в июле, до 0°С в январе. Наиболее высокие температуры воздуха наблюдаются в начале августа, а наиболее низкие в конце января или в начале февраля. Среднегодовое количество осадков составляет около 700 мм. Наибольшее количество осадков выпадает в летний период.

## История
- 5 августа 1924 года на части территории упразднённого Псекупского округа Адыгейской (Черкесской) автономной области Юго-Восточной области, был образован Джиджихабльский район, с центром в ауле Понежукае. Первоначально в его состав вошли 6 сельсоветов: Ассоколайский, Габукайский, Джиджихабльский, Куро-Терновский, Понежукайский и Шабанохабльский.
- В 1925 году Джиджихабльский район был переименован в Понежукайский.
- 7 февраля 1929 года в состав района была включена территория упразднённого Тахтамукайского района, а район переименован в Псекупский.
- 28 декабря 1934 года район восстановлен в своих прежних границах под прежним названием Понежукайский.
- 15 июля 1940 года Понежукайский район был переименован в Теучежский, в честь народного поэта Адыгеи — Цуга Теучежа.
- С 5 декабря 1956 года по 5 августа 1957 года район был упразднён, а его территория входила в состав Тахтамукайского района.
- 1 февраля 1963 года в состав Теучежского района вошла территория упразднённого Октябрьского района, а центром района определён аул Октябрьский.
- 27 июля 1976 года новым районным центром был избран город областного подчинения Теучежск, не входивший в состав района.
- 25 апреля 1983 года из состава Теучежского района был выделен и восстановлен Октябрьский район.
- В 1993 году была прекращена деятельность сельских советов, а территории сельских администраций преобразованы в сельские округа.
- В 2000 году административный центр Теучежского района был обратно перенесён в аул Понежукай.
- В 2005 году в районе были упразднены все сельские округа и образованы 7 муниципальных образований, со статусом 1 городского и 6 сельских поселений.

## Население

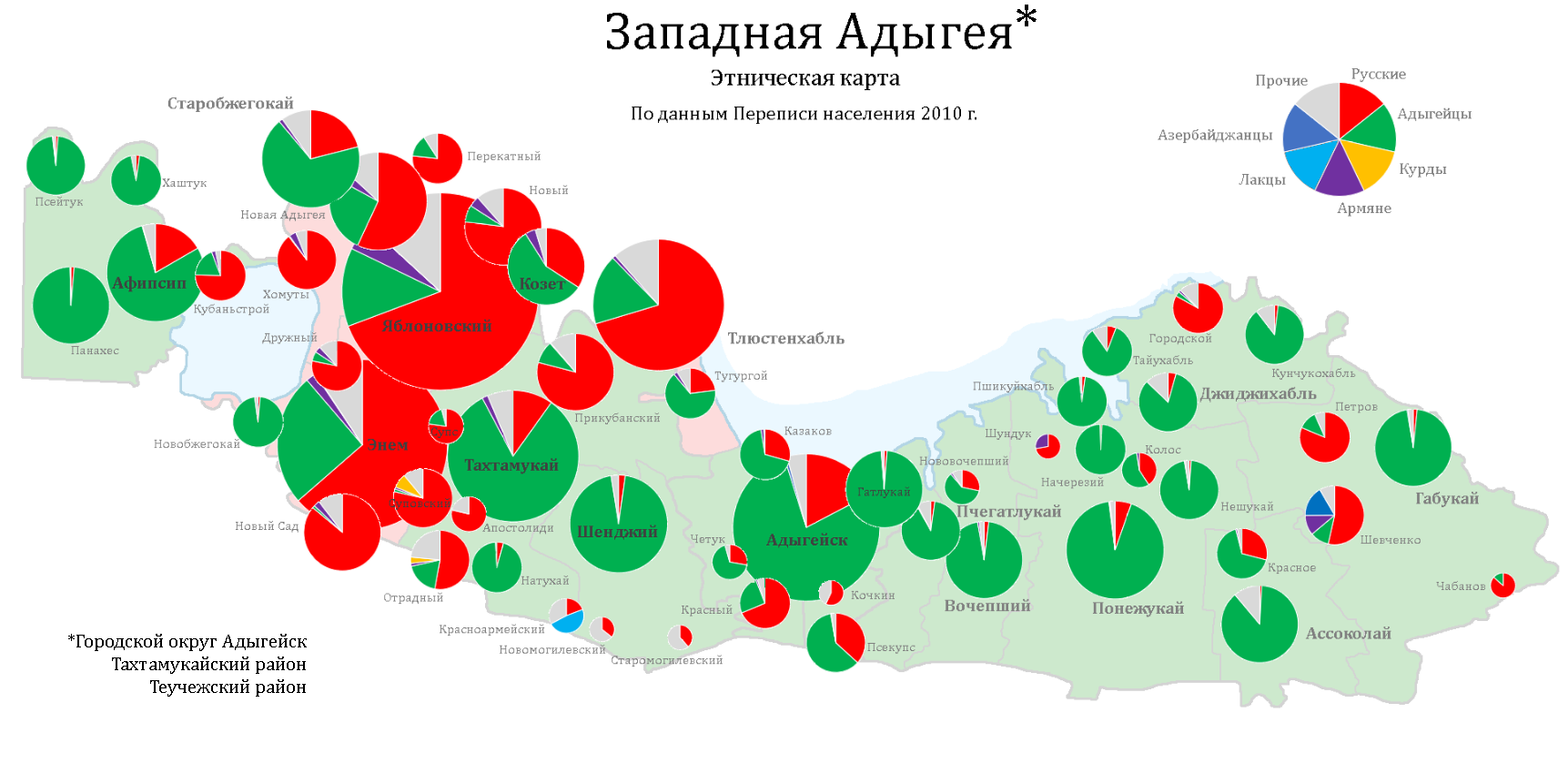
Этническая карта Адыгейска, Тахтамутайского и Теучежского районов, перепись 2010 г.

| 1959    | 1970    | 1979    | 1989    | 2002    | 2010    | 2011    | 2012    | 2013    |
| ------- | ------- | ------- | ------- | ------- | ------- | ------- | ------- | ------- |
| 23 544  | ↗78 185 | ↘77 094 | ↘21 929 | ↘19 951 | ↗20 643 | ↗20 651 | ↗20 883 | ↗20 887 |
| 2014    | 2015    | 2016    | 2017    | 2018    | 2019    | 2020    | 2021    | 2023    |
| ↗21 106 | ↗21 125 | ↘20 988 | ↘20 949 | ↘20 802 | ↘20 563 | ↘20 396 | ↗22 155 | ↗22 196 |
| 2024    | 2025    |         |         |         |         |         |         |         |
| ↗22 260 | ↘22 254 |         |         |         |         |         |         |         |

### Урбанизация
Городское население (пгт Тлюстенхабль) составляет 32.53 % от всего населения района.

### Национальный состав
По итогам переписи населения 2020 года проживали следующие национальности (национальности менее 0,2 % и другое см. в сноске к строке «Другие»):
| Национальность  | Численность, чел. | Доля     |
| --------------- | ----------------- | -------- |
| Адыги (черкесы) | 13 071            | 59,00 %  |
| Русские         | 7061              | 31,87 %  |
| Армяне          | 311               | 1,40 %   |
| Азербайджанцы   | 275               | 1,24 %   |
| Украинцы        | 104               | 0,47 %   |
| Таджики         | 70                | 0,32 %   |
| Аварцы          | 64                | 0,29 %   |
| Грузины         | 56                | 0,25 %   |
| Узбеки          | 52                | 0,23 %   |
| Татары          | 52                | 0,23 %   |
| Другие          | 1039              | 4,70 %   |
| Итого           | 22 155            | 100,00 % |

## Муниципальное устройство
В рамках организации местного самоуправления муниципальный район включает 7 муниципальных образований, в том числе одно городское поселение и 6 сельских поселений:
| № | Муниципальное образование            | Административный центр | Количество населённых пунктов | Население (чел.) | Площадь (км²) |
| - | ------------------------------------ | ---------------------- | ----------------------------- | ---------------- | ------------- |
| 1 | Тлюстенхабльское городское поселение | пгт Тлюстенхабль       | 2                             | ↗7718            | 23,34         |
| 2 | Ассоколайское сельское поселение     | аул Ассоколай          | 2                             | ↘1677            | 58,91         |
| 3 | Вочепшийское сельское поселение      | аул Вочепший           | 2                             | ↘1425            | 56,33         |
| 4 | Габукайское сельское поселение       | аул Габукай            | 4                             | ↗2727            | 304,93        |
| 5 | Джиджихабльское сельское поселение   | аул Джиджихабль        | 4                             | ↘1664            | 52,52         |
| 6 | Понежукайское сельское поселение     | аул Понежукай          | 8                             | ↗5140            | 130,88        |
| 7 | Пчегатлукайское сельское поселение   | аул Пчегатлукай        | 5                             | ↗1909            | 71,06         |

## Населённые пункты
Распределение населения района
 пгт. Тлюстенхабль (32,53 %) а. Понежукай (15,28 %) а. Габукай (7,99 %) а. Ассоколай (6,39 %) а. Вочепший (5,76 %) Остальные (32,05 %)
В Теучежском районе 27 населённых пунктов, в том числе один городской населённый пункт (посёлок городского типа Тлюстенхабль) и 26 сельских населённых пунктов:
| №  | Населённый пункт | Тип     | Население | Муниципальное образование            |
| -- | ---------------- | ------- | --------- | ------------------------------------ |
| 1  | Ассоколай        | аул     | ↘1421     | Ассоколайское сельское поселение     |
| 2  | Вочепший         | аул     | ↘1282     | Вочепшийское сельское поселение      |
| 3  | Габукай          | аул     | ↘1777     | Габукайское сельское поселение       |
| 4  | Городской        | хутор   | ↘283      | Джиджихабльское сельское поселение   |
| 5  | Джиджихабль      | аул     | ↘679      | Джиджихабльское сельское поселение   |
| 6  | Заря             | посёлок | →1        | Понежукайское сельское поселение     |
| 7  | Казазов          | хутор   | ↘280      | Пчегатлукайское сельское поселение   |
| 8  | Колос            | хутор   | ↗177      | Понежукайское сельское поселение     |
| 9  | Кочкин           | хутор   | →0        | Понежукайское сельское поселение     |
| 10 | Кочкин           | хутор   | ↘10       | Пчегатлукайское сельское поселение   |
| 11 | Красненский      | хутор   | ↘345      | Пчегатлукайское сельское поселение   |
| 12 | Красное          | село    | ↘256      | Ассоколайское сельское поселение     |
| 13 | Кунчукохабль     | аул     | ↘504      | Джиджихабльское сельское поселение   |
| 14 | Нечерезий        | аул     | →344      | Понежукайское сельское поселение     |
| 15 | Нешукай          | аул     | ↗922      | Понежукайское сельское поселение     |
| 16 | Нововочепший     | хутор   | →143      | Вочепшийское сельское поселение      |
| 17 | Петров           | хутор   | ↗245      | Габукайское сельское поселение       |
| 18 | Понежукай        | аул     | ↗3401     | Понежукайское сельское поселение     |
| 19 | Пчегатлукай      | аул     | ↗1080     | Пчегатлукайское сельское поселение   |
| 20 | Пшикуйхабль      | аул     | ↗281      | Понежукайское сельское поселение     |
| 21 | Тауйхабль        | аул     | ↘198      | Джиджихабльское сельское поселение   |
| 22 | Тлюстенхабль     | пгт     | ↘7240     | Тлюстенхабльское городское поселение |
| 23 | Тугургой         | аул     | ↗478      | Тлюстенхабльское городское поселение |
| 24 | Чабанов          | хутор   | ↗34       | Габукайское сельское поселение       |
| 25 | Четук            | посёлок | ↗194      | Пчегатлукайское сельское поселение   |
| 26 | Шевченко         | хутор   | ↗671      | Габукайское сельское поселение       |
| 27 | Шундук           | хутор   | →14       | Понежукайское сельское поселение     |

В 2025 году посёлок Красненский преобразован в хутор.

## Местные органы власти
Администрация Теучежского муниципального района — аул Понежукай, ул. Октябрьская, 33.
Структуру органов местного самоуправления муниципального образования составляют:
- Совет местного самоуправления Теучежский муниципального района — выборный представительный орган района;
  - Председатель совета местного самоуправления Теучежский муниципального района — высшее должностное лицо района;
- Местная администрация Теучежский муниципального района — исполнительно-распорядительный орган района;
  - Глава местной администрации Теучежский муниципального района — глава исполнительной власти в районе.

Глава местной (районной) администрации
- Хачмамук Азамат Шамсудинович (с 23 марта 2012 года)

Председатель Совета Народных депутатов (районного совета)
- Пчегатлук Аюб Казбекович (с 8 декабря 2015 года)

Список депутатов СНД Теучежского муниципального района IV созыва (2016-2020).
| Богус Гилим Байзетович    |
| Джамирзе Артур Арамбиевич |
| Дзыбов Хамзет Мугсинович  |
| Едиджи Казбек Адамович    |
| Едиджи Фатима Кимовна     |
| Ловпаче Адам Асхадович    |

| Пчехатлук Тимур Саидович  |
| Снахо Аскер Абрекович     |
| Снахо Юрий Заурбечевич    |
| Сташ Каплан Шабанович     |
| Тлехурай Нурбий Аскерович |
| Тугуз Нурбий Юнусович     |

| Уджуху Аслан Японович     |
| Хабаху Байзет Ибрагимович |
| Хабаху Руслан Юрьевич     |
| Хабрачо Теучеж Даутович   |
| Халиль Азамат Салихович   |
| Чич Аслан Русланович      |

## Экономика
Главную роль в экономике района играют промышленность и сельское хозяйство.
Промышленность
Промышленность — ведущая отрасль экономики. По состоянию на 1 января 2018 года, в районе осуществляли свою деятельность 4 крупных, 1 среднее, 7 малых и 2 микропредприятий.
Сельское хозяйство
Основными валообразующими культурами в зерновом балансе района являются озимые колосовые культуры.
В структуре посевных площадей технические культуры занимают значительные площади. Урожайность и соответственно валовые сборы по этой группе культур стабильно растут. Также в районе увеличиваются площади отведённые под выращивание культуры риса.
В районе заложены 340 га садов, из них 309 га садов интенсивного типа на капельном орошении.
Теплицы на территории района занимают 2,1 га. В основном они принадлежат трём компаниям: ООО «Богус-Агро» — 1 га, ООО «Цветущий сад» — 0,5 га, ООО «Эко-продукт» — 0,6 га. Кроме того, запланировано строительство трёх тепличных комплексов: ООО «Овощи Адыгеи» — 25 га, Российско-Испанское СП «Агроцентр Южный» — 36 га, ООО «Олеин» — 33 га.

## Транспорт
В районе отсутствуют воздушное и железнодорожное сообщения. 

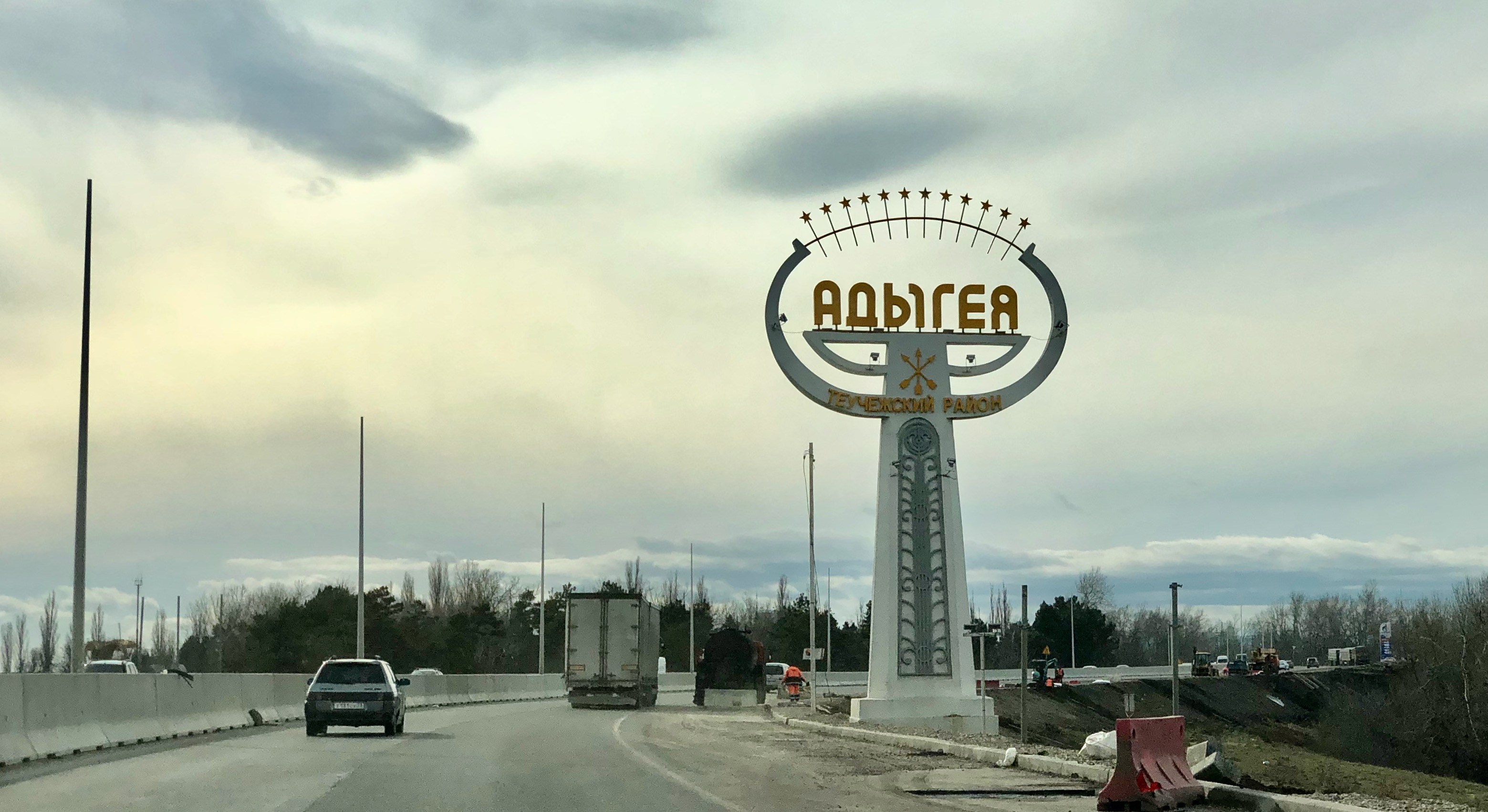
М4 въезд а Адыгею

Вдоль западной части района проходит федеральная автотрасса «Дон »М-4. К югу от аула Тугургой от неё отходит «Южный обход», связывающий её с другой федеральной автотрассой «Краснодар—Новороссийск» А-146. Также имеется сеть автодорог регионального и местного значений.
В районе действует разветвлённая сеть пассажирского сообщения. Все населённые пункты охвачены услугами пассажирских перевозок и имеют налаженную связь с городами Адыгейск, Майкоп и Краснодар.

## Средства массовой информации
- Издаётся районная газета «Теучежские вести»[29], тиражируемая на территории района и освящающая события, происходящие в нём. Выпускается два раза в неделю.
- Официальный сайт администрации муниципального района.
- Официальные страницы администрации муниципального района в популярный социальных сетях.

## Известные уроженцы
Родившиеся в Теучежском районе.